# Stern-Combo Meißen
Die Stern-Combo Meißen, von 1980 bis 1989 Stern Meißen, ist eine 1964 von Martin Schreier, Norbert Jäger und Bernd Fiedler in Meißen in der DDR gegründete Musikgruppe. Sie ist eine der ältesten bestehenden Rockbands Deutschlands.

## Bandgeschichte

### 1964–1989
Ihren ersten Auftritt hatte die Stern-Combo Meißen am 24. September 1964 auf einer Feier für Rentner im Luftbad Meißen-Spaar. Wie viele weitere ostdeutsche Bands der 1960er Jahre spielte sie am Anfang ihrer Karriere Stücke international bekannter Künstler, ihre Vorbilder waren Bands wie Chicago, Blood, Sweat & Tears oder The Flock. Von 1970 bis 1973 gehörte ein aus Axel Gothe, Gerhard Lau und Christian Höhle bestehendes Bläser-Trio zur Band. Nach dem Ausscheiden dieses Trios und dem Wechsel der Musiker zu Berufsmusikern wechselten auch die musikalischen Vorbilder. Progressive-Rock-Bands wie Emerson, Lake & Palmer, Pink Floyd, Genesis und Yes waren nun Inspiration für künftige Werke. Typisch dafür war unter anderem die Verwendung einer Vielzahl Synthesizer. Ab Mitte der 1970er Jahre kamen eigene Werke hinzu, die dem Artrock zugerechnet werden können, etwa Der Kampf um den Südpol. 1977 erschien das Debüt Stern-Combo Meißen, das eine sechsstellige Auflage erzielte. Im Folgejahr wurde das Album Weißes Gold veröffentlicht, das als Konzeptalbum die Geschichte der Entdeckung des Porzellans in Dresden beschreibt. Recht eindeutig dem Progressive Rock lassen sich die beiden darauffolgenden Werke zuordnen. Ein Höhepunkt ist der acht Minuten lange Titel Die Sage  in Der weite Weg. Mit Der Frühling ist auch ein elektronisches Arrangement eines Teilstücks aus Die vier Jahreszeiten von Antonio Vivaldi auf dem Album enthalten. Das 1981 erschienene Album Reise zum Mittelpunkt des Menschen setzte die Entwicklung des Progressive Rock fort.
Im Jahr 1980 wurde der Name der Band zu Stern Meißen verkürzt. Wenig später erfolgte ein Wechsel der Stilrichtung hin zu kürzeren, tanzbaren Liedern, wie etwa auf dem 1982 erschienenen Album Stundenschlag. Der Wandel ging mit häufigen Umbesetzungen innerhalb der Formation einher. Auch die Leadsänger wechselten: Auf Veronika Fischer (1970) folgte 1972 Reinhard Fißler (1978 gemeinsam mit Werther Lohse von der Gruppe Lift). Fißler, der als „Seelensänger“ bezeichnet wurde, musste 1982 zusammen mit Michael Behm die Band verlassen und wurde durch Ralf Schmidt alias IC Falkenberg ersetzt (1983–1989). 1981 wurde Stern Meißen mit dem Kunstpreis der DDR ausgezeichnet. 1982 gewann die Band den 1. Preis beim Internationalen Schlagerfestival Dresden. Die letzten beiden Stern-Meißen-Veröffentlichungen Taufrisch und Nächte enthielten rockige Popmusik, die mit dem früheren Charakter der Band praktisch nichts mehr zu tun hatte. Gleichwohl stellte sich zu dieser Zeit der größte kommerzielle Erfolg für Stern Meißen ein.

### Seit 1990
Nach der politischen Wende 1989 wurde es ruhiger um die Band. Erst 1996 wurde ein Comeback-Versuch unternommen, der erfolgreich war. Als Sänger war Reinhard Fißler wieder dabei. Neben dem in Zusammenarbeit mit dem Kammermusikensemble Dresden durchgeführten Konzertprojekt „Rock-Classics“ arbeitete die Band bis zur Auflösung von electra im Jahr 2015 mit den stilistisch artverwandten Bands electra und Lift im „Sachsendreier“ zusammen. Im Juni 2004 fand in Meißen das Eröffnungskonzert zur Jubiläumstournee 40 Jahre Stern-Combo Meißen statt. Zu diesem Ereignis erschien auch eine Doppel-CD mit neu produzierten Hits und drei neuen Songs.
Der an ALS erkrankte Sänger Reinhard Fißler wirkte bei den Auftritten mit, obwohl er auf den Rollstuhl angewiesen war, und ging sogar mit anderen ostdeutschen Künstlern Anfang 2004 auf eine Israel-Tournee. Ab März 2005 konnte er nicht mehr live auftreten. Gesanglich traten hauptsächlich Martin Schreier und Norbert Jäger in Erscheinung, Ralf Schmidt gastierte bei einigen Konzerten. Am 7. Januar 2006 gab es bei einem Konzert in der Dresdner Lukaskirche gemeinsam mit dem Kammermusikensemble Dresden die Premiere der Klassikadaption von Aram Chatschaturjans Säbeltanz.
Die Zusammenarbeit mit Ralf Schmidt und drei weiteren Musikern (Michael Behm, Alexander Procop und Frank Nicolovius) wurde aufgrund interner und musikalischer Differenzen im Juli 2008 beendet. Im September 2008 stellte Bandchef Martin Schreier die neue Besetzung der Stern-Combo Meißen vor: Keyboarder Thomas Kurzhals kehrte zur Band zurück, die Rhythmus-Gruppe wurde neben Gründungsmitglied Norbert Jäger mit Axel Schäfer am Bass und Frank Schirmer am Schlagzeug ergänzt. Als Sänger kam Michael Larry B. Brödel hinzu. Im Februar 2009 verließ Eghard Schumann die Band; er wurde bis Juni 2010 durch Sebastian Düwelt ersetzt.
Am 20. Juni 2009 fand in Meißen das Jubiläumskonzert zum fünfundvierzigjährigen Bandgeschehen statt, mit den Gästen Dirk Zöllner & André Gensicke, muSix und die Klosterbrüder auf der Bühne standen. Reinhard Fißler war als Gast anwesend. Im Anschluss an dieses Auftakt-Konzert tourte die Band bis zum Ende des Jahres 2009 unter dem Motto 45 Jahre Stern-Combo Meißen und arbeitete parallel an den Songs für ein neues Studio-Album. Ab Juli 2010 spielte die Stern-Combo Meißen mit Robert Brenner (Bass) und Marek Arnold (Keyboards, Saxophon). Am 18. November 2010 wurde der Band für ihre Verdienste als „Aushängeschild und Werbeträger“ der Stadt Meißen der „Kunst- und Kulturpreis der Stadt Meißen 2010“ verliehen. 2011 erschien mit Lebensuhr ein Album mit neuen Songs.
Am 6. Juli 2012 verließ Marek Arnold die Band. Dem schlossen sich Michael Brödel und Robert Brenner an. Stattdessen gehören jetzt wieder Axel Schäfer und Sebastian Düwelt sowie als neuer Sänger Manuel Schmid zur Band. Am 8. April 2013 fanden im Stage Theater am Potsdamer Platz in Berlin die Aufnahmen für die erste Live-DVD statt, die am 10. Januar 2014 als Doppel-DVD/-CD unter dem Titel Stern-Combo Meißen im Theater am Potsdamer Platz erschien.
Thomas Kurzhals verstarb nach kurzer schwerer Krankheit Anfang Januar 2014. Die Stern-Combo Meißen beging 2014 ihr 50-jähriges Bühnenjubiläum und startete am 7. März 2014 ihre Jubiläumstour mit über 50 Konzerten. 50 Jahre nach der Gründung erschienen das Album Stern Meißen – Die größten Hits, auf dem auch neue und neu arrangierte Songs zu finden sind, sowie der Konzertmitschnitt Senftenberg 2013, in dem Kurzhals letztmals mit der Band spielte.
Im Juni 2015 führte die Band den Zyklus Bilder einer Ausstellung – The Rock Version nach Modest Mussorgski mit dem Leipziger Symphonieorchester unter Stephan König und dem Landesjugendchor Sachsen im Rahmen des 1. Landesmusikfests Sachsen in Grimma erstmals auf. Im selben Jahr wurde das Konzert in einer Sonderedition auf CD/DVD veröffentlicht.
Im Februar 2016 starb Reinhard Fißler im Alter von 67 Jahren. Am 7. April 2017 verstarb Gründungsmitglied Norbert Jäger im Alter von 71 Jahren.
Im Frühjahr 2018 startete die Tour „40 Jahre Weißes Gold“. Sie stellt das vor 40 Jahren veröffentlichte Konzeptwerk Weißes Gold in den musikalischen Mittelpunkt. Darüber hinaus beinhaltet das Programm Klassik-Adaptionen. Am 21. September 2018 wurde bei Sony Music/Amiga die Jubiläums-Edition Weißes Gold veröffentlicht. Auf dieser Doppel-CD sind neben der Original-AMIGA-Produktion drei weitere Aufnahmen des Werks zu hören. Beim Label Telepool erschien im August 2018 darüber hinaus eine DVD, auf der zwei vom DDR-Fernsehen mitgeschnittene Konzerte aus den Jahren 1981 und 1984 enthalten sind.
Im Oktober 2018 veröffentlichte die Band die Single Nimm die Welt in die Hand. Am 12. Januar 2019 startete in der Dresdner Lukaskirche die Jubiläumstour „55 Jahre Stern-Combo Meißen“.
Ab 2020 nannte sich die Band wieder Stern Meißen. Von Februar bis Juni 2020 produzierte sie das Album Freiheit ist. Die ab Mai 2020 geplante Tour 2020 konnte aufgrund der COVID-19-Pandemie nicht stattfinden.
Zum Tourstart 2022 am 8. April beim Artrock Festival X in Reichenbach wurde die Live-DVD „55 Jahre Stern-Combo Meissen“ veröffentlicht. Anlässlich des 75-jährigen Jubiläums des Labels AMIGA wurde am 16. September 2022 das Album „Finlandia – Klassik-Adaptionen im Konzert (1976-2022)“ auf den Musikmarkt gebracht. Es beinhaltet ausnahmslos bisher unveröffentlichte Live-Aufnahmen klassischer Adaptionen, mit denen die Band einst bekannt wurde und die nach wie vor fester Bestandteil ihrer einzigartigen Bandgeschichte sind.
Ergänzt um das Album „Es geht die Zeit …“, welches einen Querschnitt der Alben „Lebensuhr“ sowie „Freiheit ist“ enthält, wurde am 5. Mai 2023 beim Label SECHZEHNZEHN Musikproduktion die 8 CD-Box „STERN-COMBO MEISSEN – Die Original-Studio-Alben“ veröffentlicht. Acht der ausgewählten Songs vom Album „Lebensuhr“ wurden von Manuel Schmid neu arrangiert, gemixt sowie neu eingesungen. Von Juni bis September 2023 spielten STERN MEISSEN neben eigenen Konzerten gemeinsam mit den Bands LIFT und KARUSSELL sechs erfolgreiche Konzerte unter dem Motto „Der SACHSENDREIER – Drei Legenden aus Sachsen“. Weitere Auftritte in dieser Konstellation werden folgen. Seit dem 24. November 2023 gehört Gitarrist Michael Lehrmann wieder mit zur Band. Er spielte bereits von Dezember 1986 bis 1989 bei STERN MEISSEN.
Am 1. Januar 2024 startete die Band in ihr Jubiläumsjahr „60 Jahre STERN-COMBO MEISSEN“, die dazugehörige Jubiläumstour begann am 27. Januar 2024 im Zentralgasthof in Weinböhla. Drei Tage nach dem Bandgeburtstag am 24. September wurde am 27. September 2024 beim Label A&O Records die EP „Die Himmelsscheibe von Nebra“ als CD und auch in einer auf 500 Stück limitierten Vinyl-Ausgabe veröffentlicht. Als Besonderheit hat jedes einzelne der limitierten Vinyl-Exemplare seine eigene Farbe.

## Diskografie

### Alben
- 1977: Stern-Combo Meißen (Amiga)
- 1978: Weißes Gold (Amiga)
- 1979: Der weite Weg (Amiga)
- 1981: Reise zum Mittelpunkt des Menschen (Amiga, als Stern Meißen)
- 1982: Stundenschlag (Amiga, als Stern Meißen)
- 1985: Taufrisch (Amiga, als Stern Meißen)
- 1987: Nächte (Amiga, als Stern Meißen)
- 1992: Rock aus Deutschland Ost Vol. 16 (Best-Of-Compilation)
- 1996: Live (unveröffentlichte Songs)
- 1999: Leben möcht’ ich (Klassiker und bisher unveröffentlichte Lieder)
- 1999: Sachsendreier live (gemeinsam mit Lift und electra)
- 2004: 40 Jahre Stern-Combo Meißen (Neuaufnahmen von Hits und neue Songs)
- 2007: Sachsendreier live – die Zweite (gemeinsam mit electra und Lift)
- 2009: Hits & Raritäten (Hits und bisher unveröffentlichte Stücke)
- 2011: Lebensuhr (Buschfunk)
- 2014: Stern-Combo Meißen im Theater am Potsdamer Platz (2 DVDs und 2 CDs)
- 2014: Musik unserer Generation – Die größten Hits (Best-Of-Compilation mit neuen Songs)
- 2014: Senftenberg 2013
- 2015: Bilder einer Ausstellung (gemeinsam mit dem Leipziger Symphonieorchester und dem Landesjugendchor Sachsen) (CD/DVD)
- 2018: Weißes Gold – Jubiläumsedition
- 2020: Freiheit ist
- 2022: 55 Jahre Stern-Combo Meissen (mit Veronika Fischer, Werther Lohse, Andreas Bicking, Michael Lehrmann, Michael Behm, Lothar Kramer, Bernd Fiedler, André Jolig) (2 DVDs)
- 2022: Stern-Combo Meißen – Finlandia – Klassik-Adaptionen im Konzert (1976–2022)
- 2023: Stern-Combo Meißen – 1964–2024 – Die Original-Studio-Alben (8 CD-Box, inkl. von Manuel Schmid neu arrangierter, gemixter sowie neu eingesungener Songs des Albums Lebensuhr von 2011)

### EP
- 2024: Die Himmelsscheibe von Nebra

### Singles
- 1975: Söhnchen / Hoch war der Berg
- 1977: Der Alte / Jenny
- 1978: Das alte Schloss (Split-Single)
- 1978: Der weite Weg / Du, komm her
- 1979: Die Sage / Gib mir, was du geben kannst
- 1980: Also was soll aus mir werden / Die Erde schweigt
- 1981: Stundenschlag / Leben möcht’ ich
- 1984: Wir sind die Sonne / Deine Augen
- 2009: Das kurze Leben des Raimund S.
- 2018: Nimm die Welt in die Hand